# Rocznik kapituły krakowskiej
Rocznik kapituły krakowskiej – źródło annalistyczne polskiego średniowiecza. Został napisany na podstawie zaginionego rocznika krakowskiego Annales regni Polonorum deperditi, wywodzącego się z domniemanego Rocznika Rychezy. 

## Opis
Rocznik kapituły krakowskiej zaopatrzony jest w wierszowany prolog i wyciąg z Etymologii Izydora z Sewilli, w których łączą się zapisy dziejów powszechnych z dziejami Kościoła (Chronica minor) oraz fragmenty z Annales regni Polonorum deperditi, czyli kompilacja dawnych kronik niemieckich i zapiski dotyczące historii Polski od 965 do 1266 roku. Od 1266 r. zapisy były prowadzone aż po rok 1271. W późniejszym okresie rocznik został uzupełniony o rozbudowane notki dotyczące dwóch czternastowiecznych wydarzeń: buntu wójta Alberta oraz bitwy pod Płowcami. 
W tradycyjnej historiografii powstanie rękopisu łączone było z kanonizacją św. Stanisława. Najstarszą jego częścią jest Kalendarz katedry krakowskiej z ok. 1257 roku, obejmujący kalendarz rzymski i kościelny oraz obiituarium (to ostatnie doprowadzone do 1468 roku). Kalendarz zawiera notatki dotyczące śmierci (nekrologi) biskupów, prałatów, kanoników i wikariuszy katedralnych, świeckich darczyńców na rzecz kościoła katedralnego i kapituły. 
Do kalendarza dołączone są zwięzłe zapiski kościelno-dworskie (spominki) z czasów Jadwigi i Władysława Jagiełły. Obok kalendarza jest także Komput, obejmujący tablice paschalne i wiersze komputystyczne. Na wolnym miejscu zamykającej Komput karty z rozetami dopisany został I Katalog biskupów krakowskich, prowadzony do biskupa Jana Rzeszowskiego (1471-1488). Do początku XV w. wpisywano tam również teksty dokumentów dotyczących katedry krakowskiej (zwłaszcza wikariuszy katedralnych). 
Obok dyplomów zostały wpisane również statuty biskupa Jana Grota, odnoszące się do obowiązków i dochodów wikariuszy kapitulnych oraz jurysdykcji nad kanonikami z roku 1328 oraz późniejsze statuty diecezjalne z lat 1335/1336. Znajdują się tam również liczne adnotacje Jana Długosza, nie brak ich też w Katalogu.
Rocznik kapituły krakowskiej, Kalendarz katedry krakowskiej i I Katalog biskupów krakowskich, mimo różnego czasu powstania, stanowiły historiograficzną całość już od chwili kompilacji, dokonanej z inspiracji prawdopodobnie biskupa krakowskiego Prandoty.
Z Rocznika pochodzą najstarsze wersje łacińskiego epitafium biskupa Prandoty Hic iacet ecclesie decus, hic pastor bonus, hic flos.